# Берёзовая Роща (парк, Москва)
«Берёзовая Ро́ща» — парк в Москве. Расположен в Хорошёвском районе (Северный административный округ) неподалёку от Ходынского поля, между улицей Куусинена и проездом Берёзовой Рощи. Ближайшие станции метро — «Полежаевская» и «Хорошёвская», МЦК — Зорге. Площадь — 42 га (вместе со сквером на Песчаной площади).
С северо-западной стороны к парку примыкают Песчаная площадь и 3-я Песчаная улица.

## Название
Зелёный массив вдоль улицы Куусинена был известен среди местных жителей как «Берёзовая роща» ещё до официального образования парка. Под этим названием он фигурирует в публикациях начала 1960-х годов. Название парка «Берёзовая роща» зафиксировано в изданной в 1980 году энциклопедии «Москва» на схеме Фрунзенского района. Оно закрепилось, несмотря на то, что берёзы не преобладают в парковых посадках (наиболее многочисленны ясень, липа и клён).

## История

### XX век
Парк был разбит в начале 1960-х годов в период активного жилищного строительства в этом районе, на месте пехотного лагеря на Ходынском поле. Во второй половине 1960-х годов проводились работы по благоустройству. Проект реконструкции был выполнен при участии руководителя мастерской озеленения управления «Моспроект-3» архитектора Б. В. Белозерского. В ходе реконструкции были снесены оставшиеся от воинских частей домики, сараи и заборы, разбиты газоны и цветники, устроены аллеи, установлены скамейки.
К середине 1990-х годов недоступными для жителей оставались два участка парка, один из которых (расположенный в южной его части, ближе к жилым кварталам) впоследствии был передан в ведение города: забор, окружавший его, снесли, территорию благоустроили, уничтожив при этом большинство деревянных казарм довоенной постройки и одну из четырёх сохранившихся в районе с 60-х годов голубятен.
В южной части парка располагаются построенное в 1990 году здание районной поликлиники, одноэтажный административный особняк и единственная сохранившаяся казарма, которая используется в качестве общежития. До середины 2000-х годов на небольшом участке газона, выходящем на улицу Куусинена, в дни массовых гуляний устанавливалась деревянная сцена, где проводились концерты и прочие культурные мероприятия. Чуть севернее вдоль по улице Куусинена обустроены детская площадка и футбольная «коробка».
На остававшейся в ведении Министерства обороны территории в центральной части парка располагались топливные хранилища и иные постройки хозяйственного назначения. Эта территория в 2019 году была преобразована в сад птиц.
В северной части парка находятся частный ресторан, площадка для выгула собак, бытовые постройки службы, осуществляющей уход за парком, а также ещё одна детская площадка.
Парк сильно пострадал в результате урагана 21 июня 1998 года. Вместо поваленных деревьев впоследствии были высажены берёзы и липы, в начале 2000 года вдоль бетонного забора от 3-й Песчаной улицы до собачьей площадки была посажена плохо принимающаяся рябиновая аллея. Летом 2009 года в плановом порядке в парке были уничтожены практически все кустарники и молодая поросль у деревьев, так что старый заросший парк превратился в легко просматриваемый/патрулируемый большой газон.
С начала 2000-х годов городскими властями предпринимались неоднократные попытки вырубить большую часть парка под элитную жилую застройку, однако в последние годы благодаря активным протестам жителей района эти попытки сошли на нет.

### XXI век
В 2016 году завершена реконструкция стадиона ЦСКА, построен современный крытый стадион на 30 000 человек с офисно-гостиничным комплексом площадью свыше 70 000 м2. Новый стадион занял площадь старого и территорию, ранее принадлежавшую Министерству обороны, непосредственно примыкающую к парку.
Сам парк до 2014—2015 года реконструирован. Он был включён в государственную программу города Москвы «Развитие индустрии отдыха и туризма на 2012—2016 годы», которой предусматривается единый стандарт благоустройства парков в Москве (включает в себя создание велодорожек, площадок воркаута и танцевальных площадок, появление Wi-Fi и т. д.). Проект был разработан ЛААРДИ.
Работы по реконструкции парка были завершены летом 2015 года.
С 23 августа по 1 сентября 2016 года участок тротуара от поворота на пересечении улицы Куусинена и Песчаной площади до стадиона ЦСКА был закрыт. За время ремонта тротуар был расширен на четыре полосы в обе стороны: в таком случае получилось шесть полос вместо двух.

## Природа
В парке растут липы, ясени, берёзы, клёны и немногие уцелевшие тополя; есть несколько дубов вековой давности и десяток яблонь Недзвецкого, немногочисленные ивы и пихты (в обеих частях парка), несколько десятков конских каштанов. В северной и северо-западной частях парка сохранились также сосны и ели. Сохранилось довольно много кустов сирени и жимолости, пара кустов шиповника, пара кустов жасмина и полдюжины кустов бересклета.
В парке обитают белки, совы, воро́ны и во́роны.